# مغارة الرتايمية
مغارة الرتايمية والتي تعود إلى العصر الحجري القديم حسب العالم الأثري ستيفان قزال وتقع المغارة ببلدية واد ارهيو ولاية غليزان 

## بداية تاريخية
يعود تاريخ  هذه المغارة  إلى عصور ما قبل التاريخ المتمثل في العصر الحجري الأوسط الممتد من 130ألف  إلى 25 ألف سنة قبل الميلاد ، وتعد  الموقع الأثري الوحيد على المستوى الوطني الذي عرف الحضارة الموستيرية  داخل مغارة.

## وصف
تحتوي المغارة على قاعة كبيرة وتضم العديد من الشواهد الأثرية المتمثلة في :
- البقايا العظمية للحيونات على غرار البقر الأحصنة
- الأدوات الحجرية فتوجد رؤوس السهام والمثقاب والرماح والمكاشط والبعض معروض بالمتحف الجهوي أحمد زبانة سهام، المثاقب، الرماح، المكاشط.  يتواجــــــد البعض منها  بالمتحف الوطنــي أحمد زبانة وهران.

كما عثر بالمغارة على عينات بها من الحجارة المصقولة من الصوان ونخص بالذكر ما كان يستعمله الإنسان كسلاح وهو يتجاوز قبضة يده إلا قليلا وهو ملولب، والقطعة مرتبة في متحف وهران بقسم ما قبل التاريخ لوحة 11.كما تمّ العثور بها على الفأس المصقولة والتي تعود إلى العصر الحجري الوسيط.

## وصلة خارجية
- مغارة الرتايمية